# Vincent Perez
Vincent Perez (født 10. juni 1964 i Lausanne) er en schweizisk skuespiller. I Danmark er han nok mest kendt for rollen som Broder Guilbert i filmen Arn: Tempelridderen, men han har siden 1985 medvirket i over 50 film.

## Udvalgt filmografi
- Arn: Tempelridderen - (2007, Broder Guilbert)
- Queen of the Damned - (2002, Marius)